# 薇娜·莉絲
薇娜·莉絲（Virna Lisi，1936年11月8日—2014年12月18日）是一位義大利演員。

## 生平
薇娜·莉絲主演意大利電影在《卡薩諾瓦70》、《紅男綠女》（1965年）、《阿拉貝拉》（1967年）和《甜蜜的主人》（1968）。薇娜·莉絲主演《The Birds, the Bees and the Italians》（1965）獲得坎城影展金棕櫚獎。
在70年代初期，薇娜·莉絲停止演出，與丈夫佛朗哥·派西和兒子康拉德一同生活。薇娜·莉絲以《瑪歌皇后》（1994年）贏得凱薩獎和坎城影展最佳女主角獎、銀絲帶最佳女配角獎。2002年，薇娜·莉絲演出最後一部電影《Il più bel giorno della mia vita》。
2014年12月18日, 薇娜·莉絲因癌症於羅馬去世。

## 作品
- 《瑪歌皇后》
- 《拉丁情人》

## 外部連結
- AllMovie上《薇娜·莉絲》的资料（英文）
- Virna Lisi, at Celebirony.
- Virna Lisi （页面存档备份，存于）, at ElCriticon (The critic, in Spanish)